# Mount Frere
Mount Frere est une ville de la province du Cap-Oriental en Afrique du Sud.
Elle est dénommée en l'honneur de Henry Bartle Frere.